# Ateleute mesorufa
Ateleute mesorufa là một loài tò vò trong họ Ichneumonidae.